# Svensktoppen 1985
Svensktoppen 1985 är en sammanställning av de femton mest populära melodierna på Svensktoppen under 1985.
Den 13 oktober 1985 hade Svensktoppen omstart med Jan-Erik Lundén som ny programledare. Tidigare regler bestämde att melodierna inte fick ligga på listan under mer än 10 veckor, men hävdes nu. En ny regel var att både text och musik skulle vara skriven av svenska medborgare, alltså förbjöds utländska låtar i svensk översättning. En annan nyhet var att religiösa och instrumentala melodier tilläts.
Eftersom omstarten skedde så sent på året, bestod 1985 på Svensktoppen endast av 12 listor, och inga bidrag från årets melodifestival testades. De hade gått flera månader sedan vissa av dem var hitlåtar, och många av de deltagande artisterna var nu aktuella med helt andra singlar.
Populärast var Pernilla Wahlgrens Svindlande affärer, från filmen med samma namn. Melodin fick sammanlagt 3183 poäng under 11 veckor.

## Årets Svensktoppsmelodier 1985
| Nr | Artist                      | Titel                     | Poäng | Antal veckor |
| -- | --------------------------- | ------------------------- | ----- | ------------ |
| 1  | Pernilla Wahlgren           | Svindlande affärer        | 3183  | 11           |
| 2  | Di sma undar jårdi          | Snabbköpskassörskan       | 3099  | 9            |
| 3  | Christer Björkman           | Våga och vinn             | 2891  | 7            |
| 4  | Sten & Stanley/Sten Nilsson | Dra dit peppar'n växer    | 2508  | 10           |
| 5  | Björn Holm                  | Änglarna ger mig ingen ro | 1949  | 10           |
| 6  | Björn Skifs                 | Vild och vacker           | 1687  | 8            |
| 7  | The Pinks                   | Blå Hawaii                | 1499  | 8            |
| 8  | Adolphson & Falk            | Nu lever jag igen         | 1198  | 9            |
| 9  | Imperiet                    | Märk hur vår skugga       | 1155  | 4            |
| 10 | Herreys                     | Din telefon               | 965   | 5            |
| 11 | Hasse Andersson             | Frälsningssoldaten        | 724   | 3            |
| 12 | Curt Haagers                | Ännu doftar kärlek        | 644   | 4            |
| 13 | Lasse Tennander             | Rötter                    | 527   | 3            |
| 14 | Per Gessle                  | Galning                   | 515   | 4            |
| 15 | Niclas Wahlgren             | Marie                     | 490   | 4            |